# Lagoa de Itaenga
Lagoa de Itaenga is een gemeente in de Braziliaanse deelstaat Pernambuco. De gemeente telt 20.618 inwoners (schatting 2009).
De gemeente grenst aan Carpina, Lagoa do Carro, Glória do Goitá en Paudalho.